# فريتز أندرسن
فريتز أندرسن (بالدنماركية: Fritz Andersen)‏ هو عازف الأرغن وملحن دنماركي، ولد في 1829، وتوفي في 1910.